# قبيلة مقدم
قبيلة مقدم ببرج بوعريريج او عرش مقدم قبيلة عربية هوازنية قيسية مضرية عدنانية، هاجر أغلب القبيلة من الجزيرة العربية إلى الشام ثم صعيد مصر ومنه انتقلت إلى باقي شمال أفريقيا. تقع نطاق ديارها شمال مدينة برج بوعريريج وهم قبيلة معروفة تشكل اغلب سكان وسط ولاية البرج حاليا.

## تاريخ
عرفت واشتهرت القبيلة منذ دخولها ضمن سلطنة بني عباس و أولاد مقران ضمن مشيخة مجانة فكانت تحت سلطتهم المباشرة خلال العهد العثماني كقبائل غارمة تدفع الضرائب وكان جزء منها ضمن مخزن أو جيش أولاد مقران. كانت من اكثر القبائل التي تأثرت بعواقب ثورة المقراني سنة 1871 بحكم قربها الجغرافي من موقع الثورة ومشاركتها فيها. عانت كغيرها من القبائل الجزائرية كثيرا ابان الاحتلال الفرنسي للجزائر وزاد أوضاعها سوءا جراء سياسة الاحتلال ومصادرة أراضيها المحيطة بمدينة البرج.

## نسب القبيلة
أغلب مقدم من قبائل الأثبج من بني هلال وتحديدا من مقدم بن مشرف بن الاثبج عامر بن ابي ربيعة بن نهيك بن هلال بن عامر. ويقال ان المقادمة يجاورون اخوتهم هناك من عياض ولطيف. ويجعلهم البعض في جملة ما بقي من مقدم الهلالية التي تم نقلها مع اخوتهم العاصم الى الساقية الحمراء جنوب المغرب الأقصى.
وجزء منهم من عرب بوسعادة من بني هلال من منطقة الهامل والحضنة نزحوا منها إلى نواحي جبل مريسان ابان القرن السادس عشر ميلادي وعلى ذلك عدد من المؤرخين الفرنسيين والعرب.
بعض الروايات تنسبهم للأشراف الأدراسة غير انه امر غير مرجح وكان رائجا في شمال افريقيا ان ينسب الناس على هذا النحو لتجنب دفع الغرامات.
ويرى الكثير منهم انهم و قبيلة أو عرش أولاد خلوف اخوة من جد واحد.
تحصي القبيلة بعض العائلات من المرابطين والاشراف من آل البيت الشريف وفدوا على المنطقة لتعليم الناس القرآن وغير ذلك، وهم قلة.

## أهم بطون القبيلة
- أولاد دحمان
- أولاد حنيش
- أولاد سعد الله
- أولاد مهدي
- أولاد عزيز
- أولاد مبارك
- أولاد بودينار
- أولاد القايد
- حسناوة
- أولاد محمد
- أولاد زيد
- الزعامشة

وكانت تنتشر هذه الفروع وسط وشمال مدينة برج بوعريريج. منهم الثابت المستقر طوال الوقت ومنهم المتحرك المرتحل إلى للحضنة والسهوب ثم يشتي في البرج.

## الإحصاء الفرنسي منتصف القرن 19

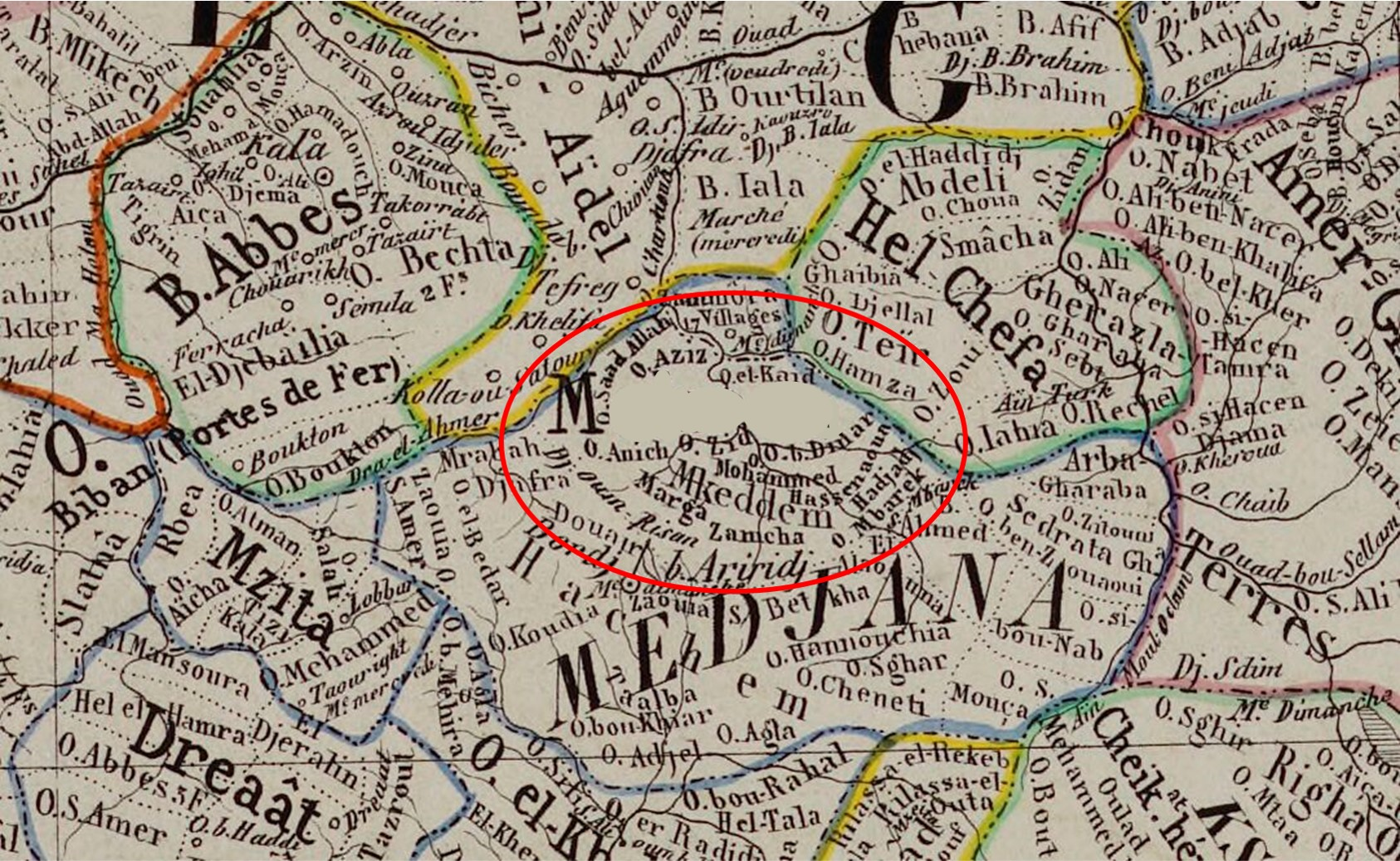
مواطن قبيلة مقدم، برج بوعريريج حوالي 1846

تذكر المصادر الفرنسية تعداد القبيلة حسب الجرد السكاني سنة 1844 كالتالي :
5620 نسمة موزعون كالتالي:
- جزء منهم 150 بيت حجري حاضرة مستقرين ويصل تعدادهم 1500 نسمة واغلب هؤلاء عرب مقدم من الاثبج من بني هلال وكلهم يتكلمون العربية.
- جزء اخر يسكن الخيام وهم حوالي 900 خيمة وعددهم 3000 نسسمة أو تزيد منهم من يستقر اغلب وقته في الخيمة ومنهم من هو كثير الترحال طلبا للكلأ وجل هؤلاء عرب هلاليين وكلهم يتكلمون العربية.

شغل بن عبد الله المقراني بن أحمد بن الحاج المقراني منصب قائد مقدم حتى سنة 1871. وكان ممن شاركوا في ثورة المقراني حيث ورد اسمه ضمن الفارين من العدالة الفرنسية سنة 1873 في محاكمة قادة ثورة 1871 الشهيرة.

## ثورة التحرير 1954 - 1962
لابناء القبيلة مشاركة فاعلة ابان حرب التحرير الجزائرية وظهر منهم كثير من المجاهدين ضمن صفوف جيش التحرير الوطني منهم: الشهيد بلفار مبارك وبلفار اسماعيل والمجاهد محمود بن عباس. حيث أن موقع القبيلة الاستراتجي الواقع بين الولاية التاريخية الأولى والولاية التاريخة الثالثة كان عاملا مهما كونها منطقة عبور لمقاتلي جبهة التحرير الوطني.

## انظر ايضا
- بنو هلال
- بنو سليم
- التغريبة الهلالية
- صنهاجة
- عجيسة
- أولاد مقران
- إمارة بني عباس